# Kohlendreieckbrücke
Die Kohlendreieckbrücke ist ein im Rahmen der sogenannten Durchmesserlinie Altstetten–Zürich HB–Oerlikon (DML) erstelltes Brückenbauwerk (Trogbrücke aus Spannbeton). Die 2015 fertiggestellte einspurige Brücke befindet sich im Vorbahnhof des Hauptbahnhofs von Zürich und überquert das Kohlendreieck, welches während des Dampfbetriebs der Lagerung der Kohle diente. Heute befindet sich an dieser Stelle das SBB-Unterwerk Kohlendreieck, etwas nördlich davon das denkmalgeschützte Lokomotivdepot F. Die Brücke ermöglicht die niveaufreie Kreuzung der Strecke Zürich HB–Thalwil.

## Lage
Zusammen mit der Letzigrabenbrücke bildet sie die Ausfahrt aus dem neuen, unterirdischen Bahnhof Löwenstrasse in Richtung Westen: Die 394 Meter lange Kohlendreieckbrücke schliesst an die Ausfahrt aus dem Bahnhof Löwenstrasse an und zieht sich bis zur Hardbrücke. Für die Unterquerung der Hardbrücke verläuft die Bahnstrecke im Niveau der vorhandenen Gleisanlagen. Die Letzigrabenbrücke setzt die Trasse für nach Westen fahrende Züge bis zum Bahnhof Altstetten fort und überquert dabei das ganze Gleisfeld des Vorbahnhofs sowie die Duttweilerbrücke, eine Strassenbrücke über das Gleisfeld. Züge der Gegenrichtung können bereits vorhandene Gleise benutzen. Die Kohlendreieckbrücke überquert das denkmalgeschützte Hilfiker-Haus mit einem minimalen vertikalen Abstand. Es war ursprünglich das Ziel der SBB, das 1952 von Hans Hilfiker erbaute Haus abzubrechen. Der Denkmalschutz wurde aber aufrechterhalten, da das Gebäude «als technik- und bahngeschichtlich bedeutender Zeitzeuge» gilt.

## Bau
Die Bauarbeiten begannen im Februar 2010 mit dem Bau des Rampenbauwerks West, im August desselben Jahres folgten die insgesamt sieben Pfeiler. Im Gegensatz zum Vorschubgerüst auf der Letzigrabenbrücke wurde der Brückentrog der Kohlendreieckbrücke mit konventionellen Brückenschalungen erbaut.
Im November 2013 wurde bei einer routinemässigen Begehung ein gravierender Konstruktionsfehler entdeckt: Der Beton des Brückentrogs wies jeweils über den Pfeilern feine Risse auf. Die Ursache liegt im konstruktiven Detail, dass die Lager, auf denen der Brückentrog ruht, aus ästhetischen Gründen leicht nach innen verschoben sind: «Die Kräfte von oben aus der Tragkonstruktion und diejenigen von unter treffen sich nicht in einem Punkt; die seitliche Differenz verursacht ein Biegemoment auf die Bodenplatte. Weil dieser Kräftefluss zu wenig berücksichtigt wurde, ist diese Platte zu schwach dimensioniert. Sie biegt sich nach oben, …».
Dieser statische Fehler wurde ohne grössere äusserliche Veränderungen an der Brücke und ohne zeitliche Verzögerungen behoben: «Über jedem der 30 Pfeiler werden sechs bis acht Vorspannkabel aus Stahl quer über der Fahrbahn eingezogen und an der Aussenseite über Ankerköpfe fixiert. Jedes Kabel wird mit 220 Tonnen Zug gespannt. Die Drahtseile verhindern, dass sich die Bodenplatte nach oben biegt.»
Die auf dem Brückentrog aufliegenden Spannkabel mussten einbetoniert werden, dadurch konnte aufgrund des nun fehlenden Platzes nicht mehr ein konventioneller Schotteroberbau eingebaut werden. Es wurde darum zum ersten Mal in der Schweiz auf längeren Brücken eine Feste Fahrbahn des Systems LVT (wie im Weinbergtunnel) eingebaut.
Im Jahr 2014 wurde abschliessend das Rampenbauwerk Ost erstellt.
Die Baukosten der am 26. Oktober 2015 offiziell eröffneten und am 13. Dezember 2015 in den fahrdienstlichen Betrieb aufgenommenen Letzigraben- und Kohlendreieckbrücke beliefen sich auf zusammen rund 300 Millionen Franken.